# Neuville-sur-Saône
Neuville-sur-Saône település Franciaországban, Métropole de Lyon különleges státuszú nagyvárosban (métropole: nagyjából „megyei jogú város”). Lakosainak száma 7807 fő (2022. január 1.). Neuville-sur-Saône Genay, Saint-Germain-au-Mont-d’Or, Montanay, Albigny-sur-Saône, Curis-au-Mont-d’Or és Fleurieu-sur-Saône községekkel határos.

## Népesség
A település népességének változása:
| Lakosok száma | 7242 | 7376 | 7542 | 7514 | 7560 | 7562 | 7635 | 7721 | 7807 |
|               | 2013 | 2015 | 2016 | 2017 | 2018 | 2019 | 2020 | 2021 | 2022 |